# Kanton Liévin-Nord
Kanton Liévin-Nord (francouzsky Canton de Liévin-Nord) byl francouzský kanton v departementu Pas-de-Calais v regionu Nord-Pas-de-Calais. Tvořily ho dvě obce. Zrušen byl po reformě kantonů 2014.

## Obce kantonu
- Grenay
- Liévin (severní část)